# Toy Story Toons
Toy Story Toons este o serie de scurtmetraje bazate pe Povestea jucăriilor. Filmele au loc în casa lui Bonnie, noua casă a jucăriilor lui Andy după Povestea jucăriilor 3. În anul 2015, trei scurtmetraje au fost produse: "Hawaiian Vacation" și "Small Fry" în anul 2011, și "Partysaurus Rex" în anul 2012.

## Personaje
Articol principal: Lista personajelor din Povestea jucăriilor.
- Șeriful Woody - este o păpușă cowboy, și preferatul lui Andy în Povestea jucăriilor.
- Buzz Lightyear - este o jucărie spațială, care este cea mai tare jucărie dintre toate.
- Jessie - este o păpușă cowgirl, care este din gașca lui Woody.
- Rex - este un tiranozaur verde și larg, dar nu prea furios.
- Dl. și Dna. Cap-De-Cartof - sunt două jucării care se iubesc foarte mult.
- Șuncă - este un pușculiță de jucărie în care se pun bani.
- Dl. Ghemghimpat - este un arici de jucărie care vorbește cu un accent englezesc.
- Slinky - este un câine cu arc care vorbește într-un accent sudic.
- Bonnie - este stăpâna jucăriilor.

Alte jucării: Trixie, Țintă, Extratereștri, Păpușa, Fericitu, Cornuț.

## Episoade

### Hawaiian Vacation (2011)
Vacanță în Hawaii (Hawaiian Vacation) este primul scurtmetraj din serie care a avut premiera pe 24 iunie 2011 regizat de Gary Rydstrom. În acest episod, Ken și Barbie vor să meargă în Hawaii și sunt lăsați în urmă, așa că Woody, Buzz și celelalte jucării le face o vacanță în Hawaii în camera lui Bonnie.

### Small Fry (2011)
Small Fry este al doilea scurtmetraj din serie care a avut premiera pe 23 noiembrie 2011 regizat de Angus MacLane. În acest episod, Buzz rămâne prins la un magazin de fast-food la un grup de suport pentru jucării aruncate, și o versiune de masă pentru copii Buzz Lightyear îi i-a locul la domiciliul lui Bonnie.

### Partysaurus Rex (2012)
Rex, Regele Petrecerii (Partysaurus Rex) este al treilea scurtmetraj din serie care a avut premiera pe 14 septembrie 2012 regizat de Mark Walsh. În acest episod, Rex este lăsat în baie de Bonnie și se împrietenește cu jucăriile de baie.